# Komisja do Spraw Kontroli Państwowej

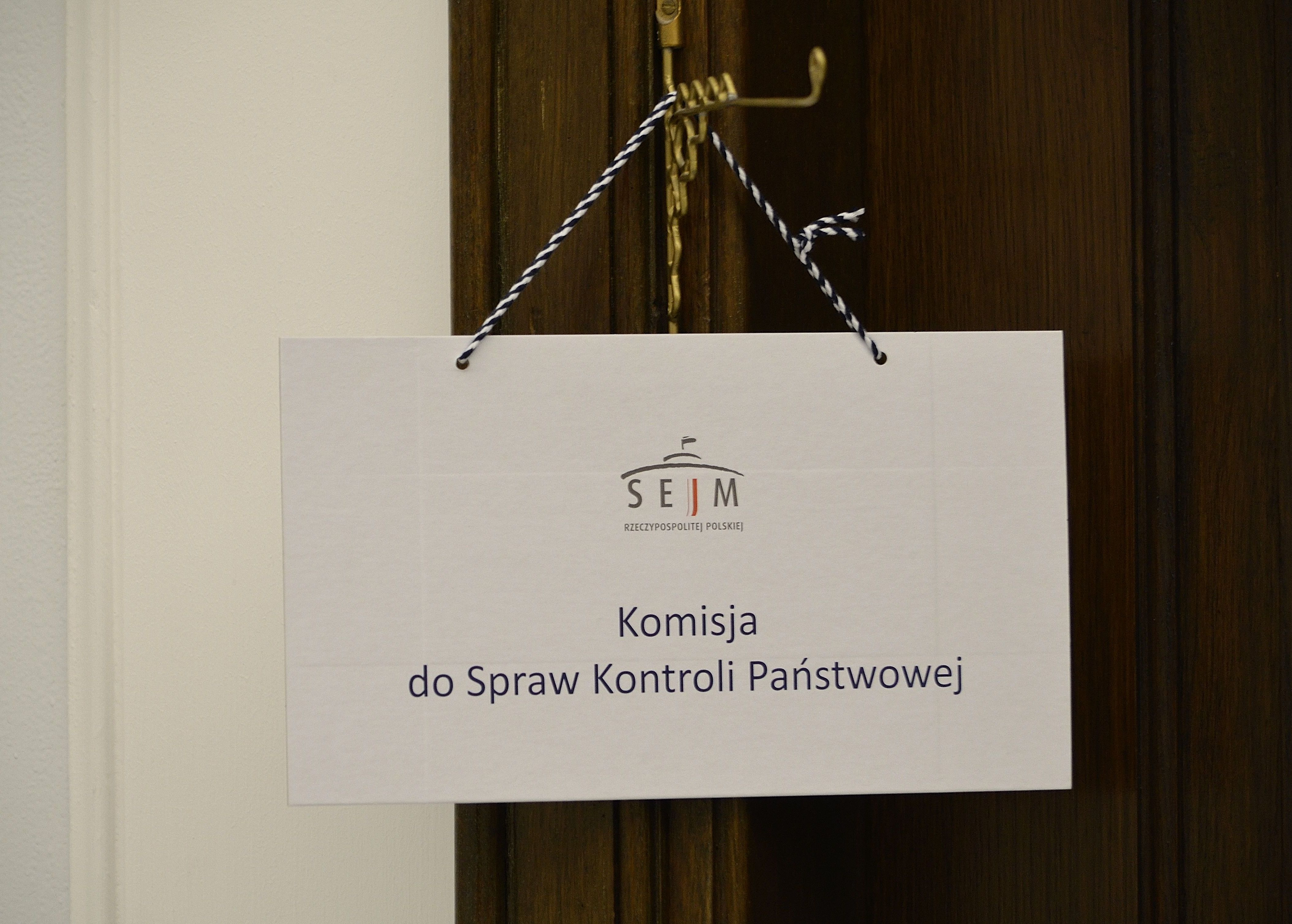
Informacja o trwającym posiedzeniu Komisji do spraw Kontroli Państwowej

Komisja do Spraw Kontroli Państwowej (skrót: KOP) – stała komisja sejmowa.

## Zadania
Do zakresu jej zadań należą:
- sprawy działalności Najwyższej Izby Kontroli (NIK) oraz Państwowej Inspekcji Pracy, a w szczególności opiniowanie planów pracy NIK i rocznych sprawozdań z działalności NIK oraz Państwowej Inspekcji Pracy, ich budżetów i sprawozdań z ich wykonania,
- opiniowanie projektu statutu Najwyższej Izby Kontroli oraz statutu Państwowej Inspekcji Pracy,
- opiniowanie innych rozstrzygnięć organów Sejmu oraz wniosków i materiałów wynikających z ustawy o Najwyższej Izbie Kontroli,
- składanie Sejmowi wniosków o niezwłoczne przekazanie informacji o wynikach kontroli przeprowadzonych przez Najwyższą Izbę Kontroli,
- przeprowadzanie okresowych ocen działalności Najwyższej Izby Kontroli oraz Państwowej Inspekcji Pracy, w tym analizy przeprowadzonych kontroli i realizacji wystąpień pokontrolnych i przedkładanie ich Marszałkowi Sejmu,
- sprawy działalności regionalnych izb obrachunkowych[1].

KOP jest zaliczana do komisji małych.

## Skład Komisji

### Prezydium komisji
| Imię i nazwisko  | Zdjęcie | Funkcja                   | Od                | Do            | Klub parlamentarny                       |
| ---------------- | ------- | ------------------------- | ----------------- | ------------- | ---------------------------------------- |
| Marek Sawicki    |         | przewodniczący            | 21 listopada 2023 | pełni funkcję | Polskie Stronnictwo Ludowe-Trzecia Droga |
| Mariusz Gosek    |         | zastępca przewodniczącego | 21 listopada 2023 | pełni funkcję | Prawo i Sprawiedliwość                   |
| Tomasz Kostuś    |         | zastępca przewodniczącego | 21 listopada 2023 | pełni funkcję | Koalicja Obywatelska                     |
| Wojciech Saługa  |         | zastępca przewodniczącego | 21 listopada 2023 | 6 maja 2024   | Koalicja Obywatelska                     |
| Wojciech Szarama |         | zastępca przewodniczącego | 21 listopada 2023 | pełni funkcję | Prawo i Sprawiedliwość                   |

### Skład komisji
W Sejmie X kadencji liczy 14 posłów.
| Lp. | Prawo i Sprawiedliwość | Koalicja Obywatelska | Trzecia Droga               | Nowa Lewica        | Konfederacja Wolność i Niepodległość |
| --- | ---------------------- | -------------------- | --------------------------- | ------------------ | ------------------------------------ |
| 1   | Piotr Babinetz         | Przemysław Witek     | Izabela Bodnar (Polska2050) | Katarzyna Ueberhan | Ryszard Wilk                         |
| 2   | Bożena Borys-Szopa     | Bartosz Zawieja      |                             |                    |                                      |
| 3   | Janusz Kowalski        |                      |                             |                    |                                      |
| 4   | Krzysztof Sobolewski   |                      |                             |                    |                                      |
| 5   |                        |                      |                             |                    |                                      |

Źródło:

#### Zmiany w składzie komisji
13 grudnia 2023 roku poseł Krzysztof Śmiszek został odwołany w wyniku przejęcia stanowiska sekretarza stanu w Ministerstwie Sprawiedliwości. Zastąpili go Marlena Maląg i Robert Telus, który następnego dnia został odwołany i którego zastąpili Piotr Babinetz i Katarzyna Ueberhan.
16 stycznia poseł Krzysztof Tchórzewski został odwołany ze składu komisji. Zastąpił go Janusz Kowalski.
10 czerwca 2024 wygasły mandaty poselskie Dariusza Jońskiego, Marleny Maląg i Michała Szczerby – w następstwie ich wyboru do Parlamentu Europejskiego. 

### Sejm RP IX kadencji– prezydium komisji
W Sejmie IX kadencji liczy 14 posłów.
- Wojciech Szarama (PiS) – przewodniczący
- Bożena Borys-Szopa (PiS) – zastępca przewodniczącego
- Jan Łopata (PSL-Kukiz15) – zastępca przewodniczącego
- Wojciech Saługa (KO) – zastępca przewodniczącego
- Janusz Śniadek (PiS) – zastępca przewodniczącego

#### Pozostali członkowie
| Lp. | Prawo i Sprawiedliwość | Koalicja Obywatelska | Lewica              |
| --- | ---------------------- | -------------------- | ------------------- |
| 1   | Kazimierz Moskal       | Tomasz Kostuś        | Przemysław Koperski |
| 2   | Mariusz Gosek          | Ryszard Wilczyński   |                     |
| 3   | Piotr Sak              | Michał Gramatyka     |                     |
| 4   | Grzegorz Lorek         |                      |                     |
| 5   | Krzysztof Sobolewski   |                      |                     |

Źródło: